# Лічильна комісія
Лічи́льна комі́сія — спеціальний колегіальний виборний орган, що утворюється з метою визначення результатів таємного (закритого) або відкритого голосування при прийнятті колективного рішення.

В акціонерних товариствах, ведення реєстру якого передано реєстратору, виконання функцій лічильної комісії здійснюється реєстратором.